# Église du Saint-Sacrement de Manhattan
Pour les articles homonymes, voir Église du Saint-Sacrement.
L'église du Saint-Sacrement de Manhattan est une église paroissiale catholique située dans le quartier d'Upper West Side et l'arrondissement de Manhattan, à New York. Elle se trouve au 152 West 71st Street, immédiatement à l'est de Broadway.

## Historique
La paroisse est fondée en 1887. 
L'ancienne église du Saint-Sacrement est érigée en brique rouge dans un style italien dès juillet 1887 par Napoleon Le Brun & Sons, à l'ouest de l'église actuelle,. L'église actuelle est construite à partir de 1917 d'après les plans de l'architecte Gustave E. Steinback (en),. La première messe y est célébrée le jour de la Noël 1920.

## Architecture
L'église du Saint-Sacrement possède une haute nef, plusieurs statues, ainsi qu'une grande rosace conçue par Clement Heaton.
L'Arclight Theatre (arz) est situé à l'étage inférieur de l'édifice.

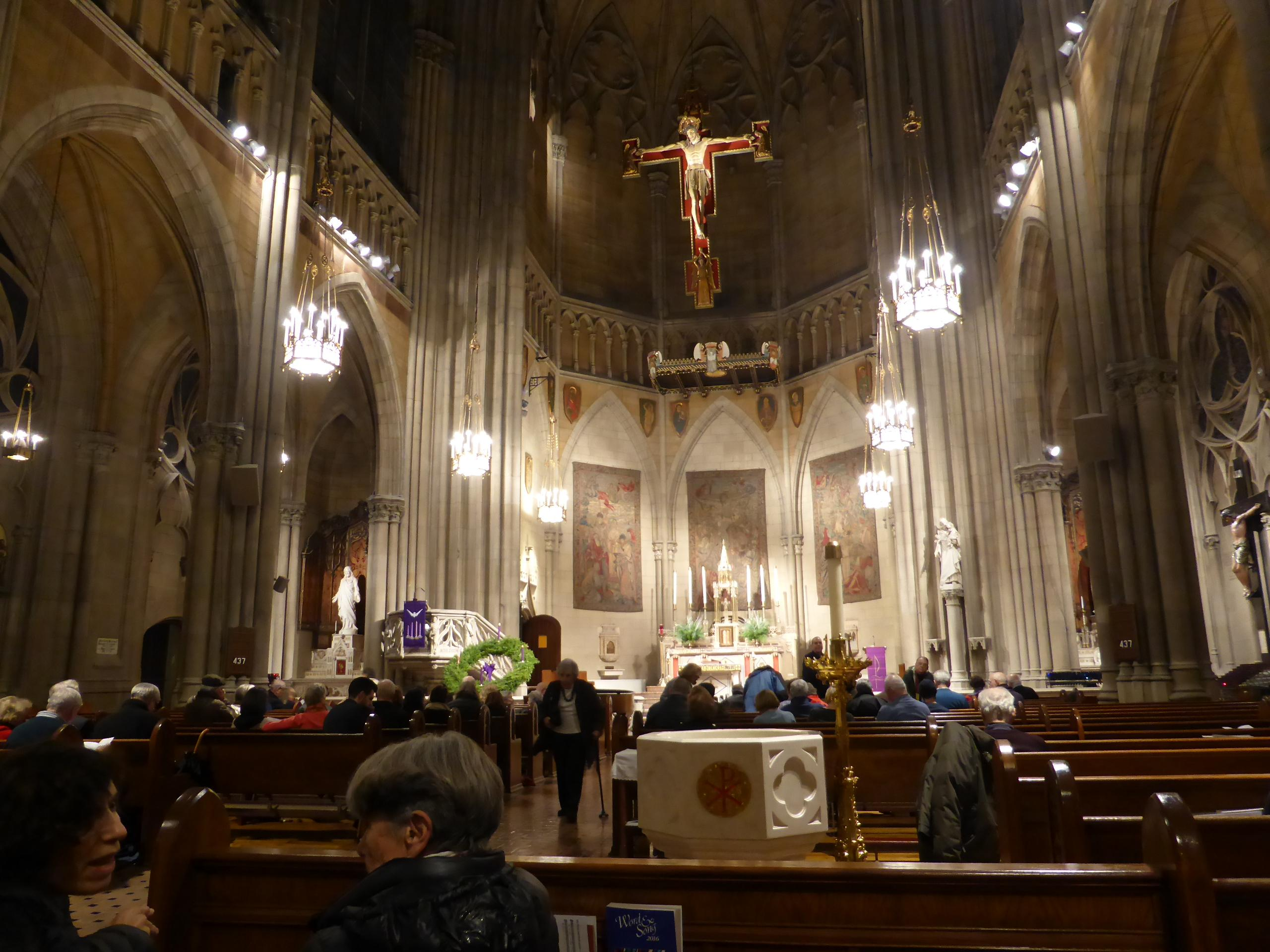
L'intérieur de l'église

### Autre bibliographie
- (en) Norval White, Elliot Willensky et Fran Leadon, AIA Guide to New York City, États-Unis, Oxford University Press, 2010 (présentation en ligne), p. 375.